# Ambigolimax nyctelius
Ambigolimax nyctelius (Bourguignat, 1861) è un mollusco gasteropode polmonato terrestre privo di conchiglia della famiglia Limacidae.